# Booker T. and the M.G.'s
Pour les articles homonymes, voir Booker T.
Booker T. and the M.G.'s est un groupe américain de musique soul instrumental, connaissant son apogée dans les années 1960 et 1970. Orchestre « maison » du label Stax, il a accompagné pratiquement toutes les vedettes de ce label, en particulier Otis Redding, et a connu le succès grâce au titre Green Onions.
Le groupe est formé de deux musiciens noirs, Booker T. Jones (pianiste et organiste « électrique ») et Al Jackson, Jr. (batteur), et de deux blancs, Steve Cropper (guitariste) et Donald "Duck" Dunn (bassiste), tous déjà musiciens d'accompagnement pour Stax.

## Biographie

### Années 1960
Booker T. Jones fait ses débuts professionnels en 1960 en jouant du saxophone baryton sur 'Cause I Love You de Rufus et Carla Thomas, le premier tube de Satellite Records, le futur Stax . Jones rencontre Steve Cropper dans le magasin de disques Satellite dirigé par Estelle Axton et Jim Stewart. Cropper et Donald Dunn sont amis depuis l'enfance. Ils ont formé les Royal Spades avec Don Nix, devenue ensuite The Mar-Keys. Le groupe décroche un hit en 1961, un instrumental intitulé Last Night publié par Satellite. Jones fait la rencontre d'Al Jackson au sein  de l'orchestre de Willie Mitchell, et l'incite à venir jouer en studio chez Stax.
Après une séance d'enregistrement pour Billy Lee Riley en mai 1962, Steve Cropper, Al Jackson et Booker T. Jones, accompagnés du bassiste Lewie Steinberg, gravent deux morceaux, dont Behave Yourself. Le patron de Stax, Jim Stewart, décide de sortir le disque et leur donne pour nom « Booker T. and The M.G.'s ». Les initiales M.G. signifient « Memphis Group ». La face B du disque, Green Onions, morceau électrique, puissant et plein de swing, construit sur une base blues remporte un grand succès auprès des D.J. américains. Il se classe en tête des ventes de R&B et à la 3e place de pop. Plus tard en 1962, le groupe sort l'album Green Onions, entièrement instrumental.
Fin 1963, Cropper, Jackson et Dunn forment un groupe éphémère appelé The Van-Dells. Ils enregistrent Honeydripper, une reprise du pianiste Roosevelt Sykes avec un original en face B, Slumber Party. Après deux autres disques, Lewie Steinberg a quitté les M.G.'s et Cropper plaide pour qu'il soit remplacé par Duck Dunn, qui s'entend à merveille avec Al Jackson.

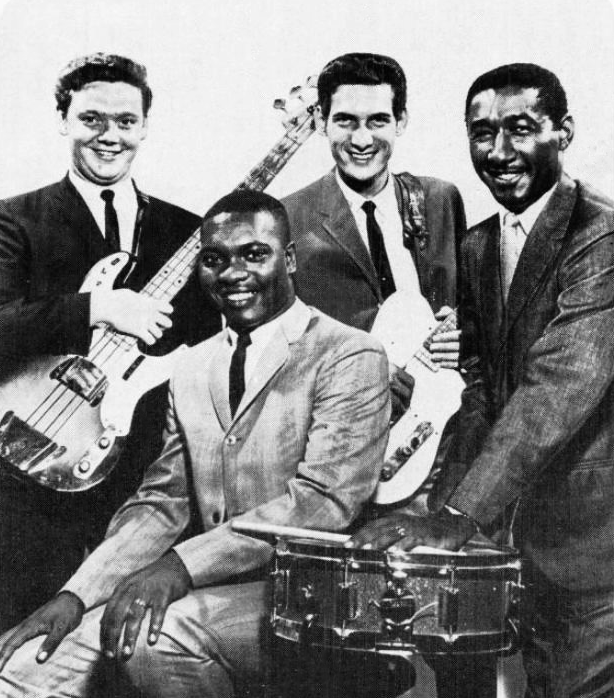
Booker T. and the M.G.'s en 1962

De 1963 à 1971, les M.G.'s accompagnent toutes les plus grandes stars de Stax et d'Atlantic : Otis Redding, Sam and Dave, Wilson Pickett, Rufus Thomas, Eddie Floyd, Albert King, etc. Ils jouent sur des centaines de disques, dont des classiques comme Walking the Dog, Hold On, I'm Comin', Soul Man, Respect, I've Been Loving You Too Long (To Stop Now), Try a Little Tenderness, (Sittin' on) The Dock of the Bay…  Ils jouent au festival Monterey Pop avec Otis Redding et accompagnent le chanteur, plus Floyd, Sam & Dave, Arthur Conley et Carla Thomas, lors de la tournée européenne Stax/Volt. Ils gravent également une dizaine d'albums sous leur propre nom, dont Hip-Hug-Her en 1967. Le titre Soul Limbo est utilisé par la BBC comme jingle pour les programmes de cricket.
Leur discographie contient beaucoup de reprises de succès de l'époque, comme What'd I Say de Ray Charles ou Groovin' des Young Rascals. Ils obtiennent un gros tube en 1968 avec Hang 'Em High, d'après la musique du film Pendez-les haut et court avec Clint Eastwood. Ils cèdent parfois à la facilité, comme dans l'album McLemore Avenue, une reprise intégrale de l'Abbey Road des Beatles.
Les M.G.'s accompagnent également des artistes d'autres labels que Stax, comme Delaney & Bonnie, Bill Withers, Rod Stewart ou Leon Russell.
Après dix ans, les quatre musiciens surmenés décident de se séparer, non sans enregistrer un dernier album pour Stax. Ils ont participé à l'enregistrement de plus de six cents disques et ont façonné le son de la soul de Memphis. Dunn et Jackson furent un des duos rythmiques les plus célèbres de l'Histoire. Ils assuraient un tempo métronomique d'une simplicité extraordinairement efficace. Cropper, guitariste de génie, également compositeur, et Jones, n'étaient pas en reste. Ce dernier, parfois remplacé par Isaac Hayes, apportait une touche jazzy à l'ensemble.

### Séparation et reformations
En 1970, Booker T. Jones ne veut plus travailler chez Stax. Il cesse le travail d'accompagnement en studio, et une partie du dernier album, Melting Pot, est enregistré à New York plutôt qu'à Memphis. Cropper ouvre son propre studio. Cependant, Dunn et Jackson restent chez Stax (assez longtemps pour enregistrer avec Elvis Presley et Jerry Lee Lewis), même si Jackson travaille en parallèle pour Al Green chez Hi Records. En 1971, ils sortent un nouveau single, Jamaïca This Morning, sous le nom abrégé de « The M.G.'s ».
En 1973, Donald Dunn, avec le guitariste Bobby Manuel et l'organiste Carson Whitsett, rejoints ensuite par Al Jackson, forment un groupe pour soutenir Stefan Anderson, un nouvel artiste prometteur de Stax. Le projet n'aboutit pas, mais les répétitions incitent Jackson et Dunn à reformer le M.G.'s. L'album de 1973 avec Manuel et Whitsett, intitulé The MG's, est un échec commercial.
En 1975, Jones, Jackson, Cropper et Dunn ont le désir de reformer le groupe, mais le décès brutal d'Al Jackson en 1975 met fin à l'entreprise. L'année suivante, Stax publie Union Extended au Royaume-Uni et en France, un album comportant 12 inédits enregistrés dans les années 1960.
En 1977, Jones, Jackson, Cropper et le batteur Willie Hall (un ancien membre des Bar-Kays et musicien de studio qui a joué sur de nombreux succès de Stax, tels que Theme from Shaft d'Isaac Hayes) se regroupent sous leur ancien nom et enregistrent l'album Universal Language pour Asylum Records. L'album ne rencontre pas de succès commercial ni critique et le groupe se dissous à nouveau,. Cette année là, les trois musiciens rejoignent Levon Helm, l'ancien batteur de The Band, dans le cadre de son RCO All-Stars, et Cropper et Dunn, ainsi que le batteur Steve Jordan, se retrouvent au sein des Blues Brothers, avec Dan Aykroyd et John Belushi. Ils participent à l'enregistrement de l'album Briefcase Full of Blues et jouent également dans le film Les Blues Brothers en 1980, aux côtés d'Aretha Franklin, James Brown, Cab Calloway et Ray Charles.
En 1986, Jerry Wexler, l'ancien copropriétaire d'Atlantic, demande au groupe de participer à la célébration du 40e anniversaire du label au Madison Square Garden. La nuit précédant le concert, Jones fait une intoxication alimentaire, et Paul Shaffer le remplace à la dernière minute. Les répétitions précédentes (avec Jones, Cropper, Dunn et le batteur Anton Fig du World's Most Dangerous Band de Shaffer) se sont si bien déroulées que le groupe décide de jouer quelques dates ensemble. Au cours des années suivantes, ils retrouvent en plusieurs occasions.
En 1992, Bob Dylan demande à Jones, Cropper et Dunn de l'accompagner (avec Jim Keltner à la batterie) pour son 30th Anniversary Concert, auquel participent également Stevie Wonder, Johnny Cash, Eric Clapton et George Harrison, entre autres. Lors du concert, Neil Young propose au groupe de le soutenir lors de sa tournée mondiale en 1993.
Ils enregistrent un album de retrouvailles (That's The Way It Should Be) en 1994. Steve Jordan est le batteur sur la plupart des morceaux. Cruisin', le single qui en est extrait, reçoit le Grammy Award  de la « meilleure performance instrumentale pop ».
En 1995, lorsque le Rock and Roll Hall of Fame ouvre son musée à Cleveland, Ohio, les MG's sont le groupe de la cérémonie d'inauguration, seuls ou accompagnant Aretha Franklin, Sam Moore, John Fogerty et Al Green.
En 1998, Steve Cropper, Duck Dunn et le batteur Steve Potts, cousin d'Al Jackson, se retrouvent pour la suite du film The Blues Brothers. Jones, Dunn et Potts soutiennent Neil Young sur son album de 2002 Are You Passionate?. Steve Cropper, avec Isaac Hayes et Sam Moore, accueillent Jim Stewart, le président de Stax, au Rock and Roll Hall of Fame en 2002.
Booker T. & the M.G.'s, généralement avec Steve Potts à la batterie, continuent à jouer occasionnellement. Ils sont appelés « les stylistes les plus influents de la musique américaine moderne ». En 2004, ils sont le groupe d'accompagnement du second Crossroads Guitar Festival d'Eric Clapton, un événement de deux jours organisé au Cotton Bowl de Dallas avec, entre autres, B. B. King, Bo Diddley, Carlos Santana, J.J. Cale, John McLaughlin, Steve Vai, Buddy Guy, Robert Cray, etc. Un double DVD du spectacle sort la même année. Début 2008, ils accompagnent le chanteur Guy Sebastian lors d'une tournée à guichets fermés en Australie.
Donald "Duck" Dunn meurt dans son sommeil le 13 mai 2012 après deux concerts à Tokyo avec Eddie Floyd et Steve Cropper,.

## Reconnaissance
Booker T. & the M.G.'s sont entrés au Rock and Roll Hall of Fame en 1992 et reçoivent le Grammy Lifetime Achievement Award en 2007, pour l'ensemble de leur carrière. En 2004, le magazine Rolling Stone classe le groupe no 93 sur leur liste des 100 plus grands artistes de tous les temps.
Leurs compositions ont fait l'objet de reprises par de nombreux artistes, dont John Lee Hooker, Count Basie, Brian Auger, Byron Lee and the Dragonaires, George Benson, Al Kooper, Mike Bloomfield, Johnny Thunders, The Clash, Lucky Peterson, Tom Petty and the Heartbreakers et The Roots. Leurs morceaux ont été samplés par Ice Cube, Big Daddy Kane ou Cypress Hill.
Leurs musiques sont utilisées dans de nombreux médias : cinéma, télévision, jeux-vidéo, etc.. On peut les entendre notamment dans les films American Graffiti, Quadrophenia, Barfly, Get Shorty, Striptease, The Big Lebowski, Las Vegas Parano, Rush Hour, Ma meilleure ennemie , Blow, Ali, X-Men : Le Commencement ou Legend, dans les séries Deux flics à Miami, Parker Lewis, Code Quantum, New York 911, Les Soprano, Supernatural, American Dad!, Cold Case : Affaires classées, Fringe, Twin Peaks: The Return, NCIS : Los Angeles, dans les émissions Jackass, Late Night with Conan O'Brien, Cauchemar en cuisine, ou dans les jeux vidéo Grand Theft Auto: San Andreas et Skate.

## Membres

### Membres actuels
- Booker T. Jones – orgue, piano, synthétiseur, guitares (1962–1971, 1975–1977, 1986, 1992–présent)
- Steve Cropper – guitare (1962–1971, 1975–1977, 1986, 1992–présent)
- Steve Potts – batterie (1999–présent)

### Anciens membres
- Al Jackson Jr. – batterie (1962–1971, 1973–1975 ; † 1975)
- Lewie Steinberg – basse (1962–1965 ; † 2016)
- Donald "Duck" Dunn – basse (1965–1971, 1973–1977, 1986, 1992–2012 ; † 2012)
- Bobby Manuel – guitare (1973–1975)
- Carson Whitsett – orgue, piano (1973–1975 ; † 2007)
- Willie Hall – batterie (1975–1977)
- Steve Jordan – batterie (1994–1998)

### Membres occasionnels
- Isaac Hayes – orgue, piano (1965-1971 ; † 2008)
- Anton Fig – batterie (1998)
- Jim Keltner – batterie (1992–1993 ; Bob Dylan show ; Neil Young tour)

## Discographie

### Albums studios
- Green Onions (1962)
- Soul Dressing (1965)
- And Now! (1966)
- In The Christmas Spirit (1966)
- Hip Hug-Her (1967)
- Doin' Our Thing (1968)
- Soul Limbo (1968)
- UpTight (1969) - bande originale du film de Jules Dassin
- The Booker T Set (1969)
- McLemore Avenue (1970)
- Melting Pot (1971)
- Universal Language (1977)
- That's The Way It Should Be (1994)

### Autres albums
- Back to Back (1967) - Live avec The Mar-Keys
- The MG's (1973) - sans Steve Cropper ni Booker T. Jones
- Union Extended (1976) - 12 inédits des années 1960, uniquement au Royaume-Uni
- Funky Broadway: Stax Revue Live at the 5/4 Ballroom (1992) - concert de 1965 à Los Angeles
- Play the 'Hip Hits' (1995) - 25 inédits des années 1960
- Potato Hole  (2009)
- The Road from Memphis (2011)
- Good Grove ( ? )

### Principaux singles
- 1962 : Green Onions (no 3 US / no 1 R&B)
- 1967 : Hip Hug-Her (no 37 US / no 6 R&B)
- 1967 : Groovin' (no 21 US / no 10 R&B)
- 1968 : Soul Limbo (no 17 US / no 30 UK / no 10 AUS)
- 1968 : Hang 'Em High (no 9 US / no 35 R&B)
- 1969 : Time Is Tight (no 6 US / no 7 R&B / no 4 UK / no 10 AUS)
- 1994 : Cruisin' - Grammy Award de la « meilleure performance instrumentale pop »[8]